# خربة حمصة الفوقا
خربة حمصة الفوقا هي تجمع بدوي فلسطيني يتبع محافظة طوباس والأغوار الشمالية شمال شرق الضفة الغربية. بلغ عدد سكانها في عام 2020 حوالي 80 نسمة. وتُعد الثروة الحيوانية المصدر الأساسي للدخل، إضافة إلى الزراعة.

## السكان
ينحدر سُكان خربة حمصة الفوقا إلى منطقة بئر السبع في فلسطين التاريخية التي هُجروا منها إلى بلدة السموع في قضاء الخليل، ومنها انتقلوا لاحقًا إلى منطقة الجفتلك بمحافظة أريحا. هدمت إسرائيل مساكنهم بين عامي 1996 و2006 مما أضطرهم إلى المغادرة في عام 2006 إلى خربة حمصة الفوقا.

## التاريخ
في 23 أبريل 2018، اقتحم الجيش الإسرائيلي الخربة، وسلم سكانها أوامر عسكرية بإخلائهم من الخربة لعدة أسابيع، نتيجة عقد الجيش تدريبات عسكرية في المنطقة.
في 5 نوفمبر 2020، أقدمت 6 جرافات للاحتلال الإسرائيلي على هدم مساكن الخربة كافة البالغ عددها 70 منشأة وتهجير سكانها البالغ عددهم 80 فلسطينيًا. ذكرت محافظة طوباس إن حجم الخسائر التي لحقت بالخربة جراء الهدم والتجريف والمصادرة قدّرت بـ 100 ألف شيقل.
زار الخربة رؤساء وقناصل بعثات دول الاتحاد الأوروبي لدى فلسطين (النمسا، وبلجيكا، والدنمارك، وفنلندا، وفرنسا، وألمانيا، واليونان، وأيرلندا، وإيطاليا، ومالطا، وهولندا، وبولندا والسويد) والمملكة المتحدة، ووصف ممثل الاتحاد الأوروبي في فلسطين ما قامت به «إسرائيل» بأنه «مخالف للقانون الدولي»، وأن الاتحاد الأوروبي «سيطالبها بدفع تعويضات عن ما هدمت بخاصة، وان معظم البناء المقام هنا تم بتمويلٍ من المجتمع الدولي».

## المياه والكهرباء
وفرت السُلطات المحلية في محافظة طوباس الكهرباء عن طريق الطاقة الشمسية، قام الاحتلال الإسرائيلي لاحقًا بتدميرها، كما أنه يُسيطر على منابع المياه ويحرم السكان الفلسطينيين من استخدامها؛ مما يضطرهم لشراء صهاريج المياه من مناطق بعيدة.